# (4526) Konko
(4526) Konko (1982 KN1) – planetoida z pasa głównego asteroid okrążająca Słońce w ciągu 4,27 lat w średniej odległości 2,63 j.a. Odkryta 22 maja 1982 roku.